# سلوى علام

سلوى علام (ممثلة) 1915 - 1943

سلوى علام (بالإنجليزية: Salwa Allam) ممثلة مصرية من الرعيل الأول من مواليد 21 أغسطس 1915 وقد قامت بأداء الأدوار الثانوية والمساعدة. تزوجت المخرج أحمد بدرخان  وأنجبت منه ابنتها رقية. توفيت في 10 أبريل عام 1943.

## قائمة أعمالها
فيلم «مبروك» عام 1937 للمخرج فؤاد الجزايرلي.
فيلم «يوم المنى» عام 1938 للمخرج ألفيس أورفانيللي.
فيلم «خدامتي» عام 1938 للمخرج ألفيس أورفانيللي.
فيلم «العودة إلى الريف» عام 1939 للمخرج أحمد كامل مرسي.
فيلم «الدكتور» عام 1939 للمخرج نيازي مصطفى.
فيلم «قلب المرأة» عام 1940 للمخرج توجو مزراحي.
فيلم «ليلى بنت الريف» عام 1941 للمخرج توجو مزراحي.
فيلم «خفايا الدنيا» عام 1942 للمخرج إبراهيم لاما.
فيلم «يسقط الحب» عام  1943 للمخرج إبراهيم لاما.
فيلم «نداء الدم» عام  1943 للمخرج إبراهيم لاما.
فيلم «كليوباترا» عام  1943 للمخرج إبراهيم لاما.
فيلم «بنت الشيخ» عام 1943 للمخرج أحمد كامل مرسي.
فيلم «من الجاني» عام 1944 للمخرج أحمد بدرخان.
فيلم «غرام وانتقام» عام 1944 للمخرج يوسف وهبي.

## وصلات خارجية
https://dhliz.com/artist/salwa_allam/ سلوى علام
https://elcinema.com/person/1073465 سلوى علام
https://www.washwasha.org/255971 سلوى علام
https://www.imdb.com/name/nm1930517/?ref_=nv_sr_srsg_0 سلوى علام
https://karohat.com/Person/96c941d1-33f0-47e6-99f1-7cc943e379d0 سلوى علام